# Partido Reformista Democrático
El Partido Reformista Democrático (PRD) fue un partido político español de ideología liberal y centrista, surgido en 1983 como un proyecto de "partido bisagra" que se situara entre los dos grandes espectros políticos. 
Dentro del PRD se integraron entre otros el Partido Demócrata Liberal (PDL) de Antonio Garrigues Walker, el Partido Riojano Progresista (PRP) y Unió Mallorquina (UM), estando también muy asociado con la coalición nacionalista catalana Convergència i Unió (CiU). De hecho, el PRD en realidad consistió en una operación política apoyada por CiU en el resto de España. El proyecto fue conocido en los ambientes políticos de la época como la "Operación Roca", en alusión a su principal referente y candidato a la presidencia del Gobierno, Miquel Roca Junyent, u "Operación Reformista".
Se consideraban continuadores del desaparecido Partido Reformista.
En 1986 la mayoría de afiliados de Partido Demócrata Liberal, se pasaron a la formación política Centro Democrático y Social. El resto de formaciones siguieron existiendo en solitario.

## Historia
El Partido Reformista Democrático nació en 1983 como una operación política emprendida por políticos de CiU y la antigua UCD para las elecciones generales de 1986. Este proyecto recibió pronto el nombre de "Operación Roca" por el nombre de uno de sus impulsores, el político catalanista Miquel Roca Junyent, aunque hubo otros impulsores como el expresidente del CGPJ, Federico Carlos Sainz de Robles y Rodríguez, además de abogados, juristas, empresarios, etc. Desde el mundo periodístico contó con el apoyo del periódico Diario 16 y de su entonces director, Pedro J. Ramírez. El PRD fue inscrito oficialmente en el Registro de Partidos Políticos del Ministerio del Interior el 11 de marzo de 1983, mientras que el 19 de mayo se realizó su primer encuentro fundacional, con la participación de miembros de Unión Mallorquina, Convergencia Canaria, Grupo Independiente de Almería, y Coalición Galega; el 5 de julio se realizó su primera «cumbre» con participación de representantes de 25 provincias.
La operación reformista también contó con el apoyo de la banca, y de la patronal, especialmente de la CEOE, cuyo presidente prometió al PRD apoyos económicos para la campaña electoral por valor de 16.000 millones de pesetas.
A pesar de su pretendido carácter centrista y liberal, para muchos potenciales votantes el PRD estaba demasiado identificado con la política catalana y presentaba un perfil político muy confuso. Ciertamente los líderes del partido pecaron de optimismo, ya que estimaban que el PSOE de Felipe González no lograría obtener la mayoría absoluta y que la AP de Manuel Fraga había tocado techo. De hecho, una de las premisas del PRD era que podía sustraer votos y escaños a dos de los partidos aliados con AP, el Partido Demócrata Popular (PDP) de Óscar Alzaga y el Partido Liberal.
El partido celebró su congreso constituyente del 23 al 25 de noviembre de 1984, ocasión en la que Antonio Garrigues Walker fue elegido presidente.

### Resultados
| Elección | Votos        | %    | Escaños |
| -------- | ------------ | ---- | ------- |
| 1986     | 194 538 (#9) | 0,96 | 0/350   |

De cara a los comicios el partido se presentó por todas las circunscripciones salvo en Cataluña y Galicia, donde sus referentes eran Convergència i Unió (CiU) y Coalición Galega (CG), respectivamente. Paradójicamente, aunque Miquel Roca se presentó a los comicios como candidato a la presidencia de Gobierno, Roca concurrió bajo las siglas de CiU, no del PRD. El día de las elecciones el Partido Reformista Democrático obtuvo unos 194 538 votos (un 0,96% del total de los votos), aunque ningún escaño. Además, el PSOE revalidó su mayoría absoluta y no se produjo ninguna fuga desde AP. Convergencia i Unió sí logró obtener unos buenos resultados en Cataluña, llegando a obtener un 30% del voto en la provincia de Barcelona y 41% en la provincia de Gerona. Coalición Galega también obtuvo un acta de diputado. Los resultados supusieron un fracaso absoluto para el PRD. También supuso un fracaso para CiU, que aunque mejoró considerablemente sus resultados en Cataluña, vio así frustrada su operación política en el resto de España. Ante los malos resultados obtenidos, el partido quedó prácticamente disuelto la misma noche de los comicios; por su parte, Convergencia i Unió se desentendió de la situación (Roca incluso se negó a comparecer en público por los resultados) y rompió con el proyecto reformista.
Aunque el resto de partidos integrantes sobrevivieron a la operación reformista, el Partido Demócrata Liberal de Garrigues Walker desapareció. El comité ejecutivo del PRD, que estaba encabezado por el propio Garrigues, renunció al partido el 26 de septiembre de 1986.

## Membresía
Como secretario general del partido fue elegido Florentino Pérez (posteriormente presidente del Real Madrid) y como presidente Antonio Garrigues Walker. También pertenecieron al mismo Justino de Azcárate, Rafael Arias Salgado (ministro con UCD y, después, con el PP), Federico Carlos Sainz de Robles y Rodríguez (número uno de la lista al Congreso por Madrid), Pilar del Castillo (posteriormente ministra con el PP), María Dolores de Cospedal, quien luego sería secretaria general del PP,  Presidenta de Castilla-La Mancha y ministra de Defensa; Gabriel Elorriaga Pisarik y Tomás Caballero (portavoz de UPN en el Ayuntamiento de Pamplona y asesinado por ETA en 1998), entre otros.
Florentino Pérez fue candidato a Elecciones municipales de 1983 en Madrid por esta coalición, no obtuvo representación en dicho ayuntamiento.